# آلفا قنطورس بی‌بی

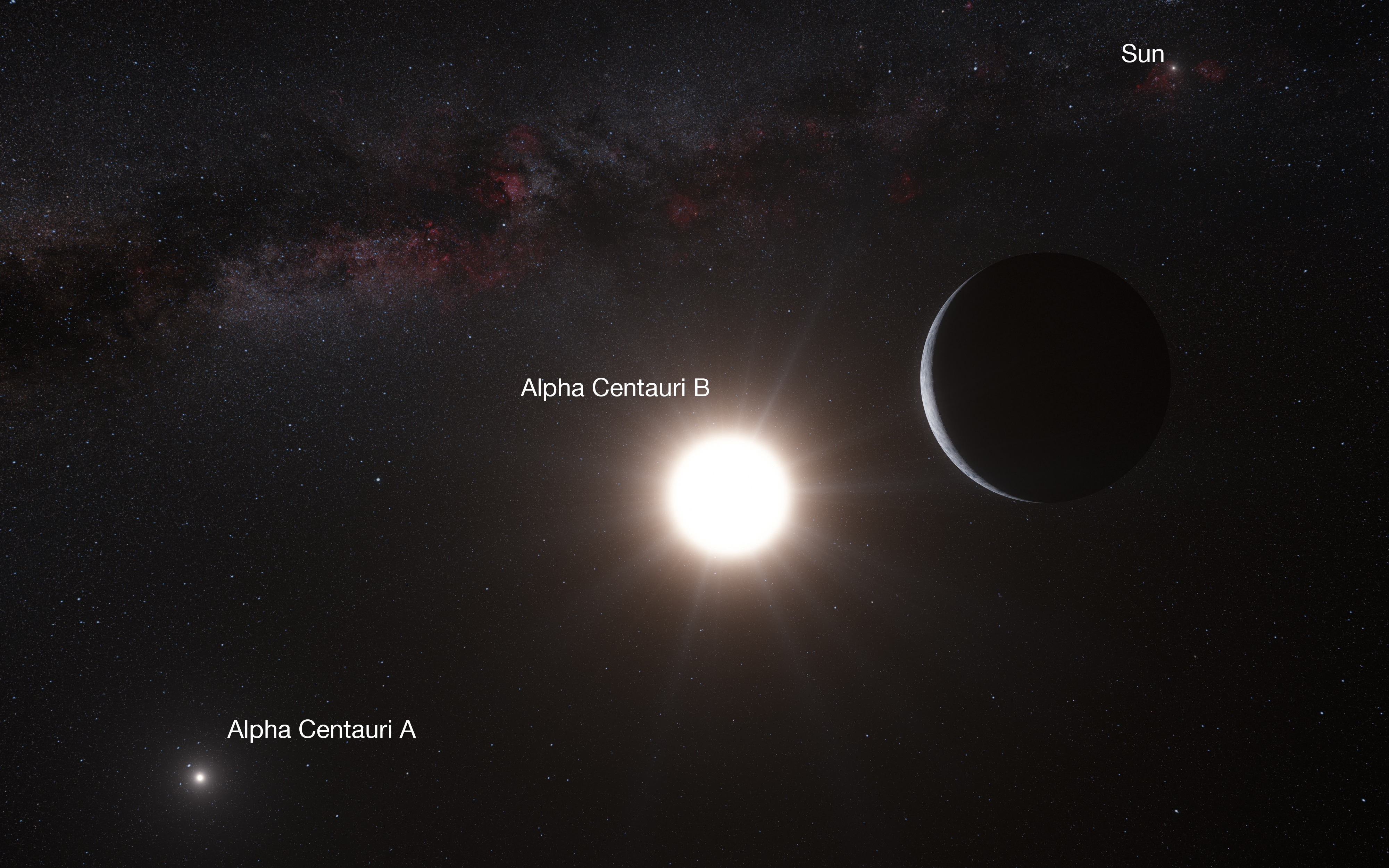
طراحی هنری از آلفا قنطورس بی‌بی

آلفا قنطورس بی‌بی (به انگلیسی: Alpha Centauri Bb) پس از پروکسیما قنطورس بی نزدیک‌ترین سیارهٔ فراخورشیدی به زمین است و پیرامون ستاره آلفا قنطورس بی می‌گردد و ۴٫۳۷ سال نوری از زمین فاصله دارد و در صورت فلکی قنطورس واقع شده‌است. وجود این سیارک در اکتبر ۲۰۱۲ توسط گروهی از ناظران اروپایی اعلام شد.